# Lucky Luke (jeu vidéo, 1996)
Pour les articles homonymes, voir Lucky Luke (homonymie).
Lucky Luke est un jeu vidéo de plates-formes développé par Velez & Dubail et édité par Infogrames en 1996 sur Game Boy, puis en 1999 sur Game Boy Color. Le jeu est une adaptation de la bande dessinée homonyme.

## Scénario
Lucky Luke, sur le dos de son cheval Jolly Jumper, reçoit le message suivant : « Evasion massive du pénitencier – stop – Jesse James, Billy the Kid, Pat Poker, et les Dalton en cavale – stop – Jesse James aperçu à Painful Gulch – stop » Parti d'une ville du Mexique, le cow-boy est alors amené à parcourir les États-Unis afin d'arrêter tous les bandits évadés. Pour l'aider, le coursier du Pony Express lui apportera d'autres télégrammes lui indiquant les endroits où aller. Alors que tous les bandits évadés ont été remis en prison par Lucky Luke, une tornade dévaste le pénitencier, le forçant à empêcher une dernière fois les Dalton de s'évader.

## Système de jeu
Le jeu présente des éléments de plates-formes en 2D à scrolling horizontal, présentant trois modes de difficulté. Il comporte 12 niveaux aux décors variés : Mexique, Diligence, Painful Gulch, Train, Saloon, Steppe, Bisons, Ranch, Rapides, Montagne cheyenne, Tornade, Pénitencier. Certains niveaux (Train, Bisons, Rapides et Tornade) sont à défilement automatique. Il est possible de reprendre le jeu à n'importe quel niveau via un système de mots de passes. Bien qu'il soit possible d'accéder à tous les niveaux de cette façon, les seuls mots de passe dévoilés par le jeu sont ceux des niveaux Train, Bisons et Montagne Cheyenne pour la version Color. La version originale Game Boy donne uniquement le mot de passe du niveau Bisons.
Le joueur incarne Lucky Luke, qui peut sauter avec le bouton B, utiliser son arme ou ses poings avec le bouton A. Il est également possible de déposer des bâtons de dynamite en se baissant et en appuyant sur B. Lucky Luke porte une sacoche qui lui permet de transporter temporairement certains objets trouvés au cours des niveaux – il lui faudra s'en servir pour débloquer des passages, en se baissant. Le jeu comporte trois formes d'ennemis : les ennemis humains, qui tirent des projectiles, des animaux, invincibles, et les boss, qui viennent baliser la fin de certains niveaux. 
La vie du personnage-joueur est représentée par quatre cœurs (le joueur ayant l'opportunité, dans les niveaux Saloon et Montagne Cheyenne, d'en obtenir deux supplémentaires). Le joueur peut obtenir des vies en gagnant des points (accessibles en éliminant suffisamment d'ennemis) et en accomplissant les niveaux bonus, accessibles à condition de récupérer cinq étoiles de shérif dans chaque niveau. Les niveaux bonus sont des jeux d'adresse consistant à briser des bouteilles. Si les animaux occasionnent des dommages directs au joueur, ce n'est pas le cas des ennemis humains, qui, comme Lucky Luke, attaquent avec l'aide de projectiles. Contrairement au Lucky Luke suivant d'Infogrames, Le Train des desperados, les dégâts subits ne font pas reculer le héros.

## Développement
Si le jeu est originellement pensé pour la Game Boy, l'édition Game Boy Color de 1999, en plus d'être entièrement colorisée, présente de nombreuses corrections de bugs. On peut aussi noter que quelques sprites sont refaits à l'occasion du portage en couleurs.
La musique du jeu est réalisée par Bit Managers, société qui développe de nombreux titres pour le compte d'Infogrames.

## Accueil
- Jeuxvideo.com (GB) : 12/20[5]
- Total! Allemagne (GB) : 1,75/6[6]
- Consoles + (GBC) : 87 %
- Video Games (GBC) : 4/5[7]
- Super Play (Suède) (GBC) : 70 %[7]
- Electric Playground (GBC) : 4/10[7]